# Kliszno
Kliszno est une localité polonaise de la gmina rurale de Manowo, située dans le powiat de Koszalin en voïvodie de Poméranie-Occidentale. Elle se situe à environ 11 km au sud-est de la ville de Koszalin et 138 km au nord-est de la capitale régionale Szczecin.

## Géographie

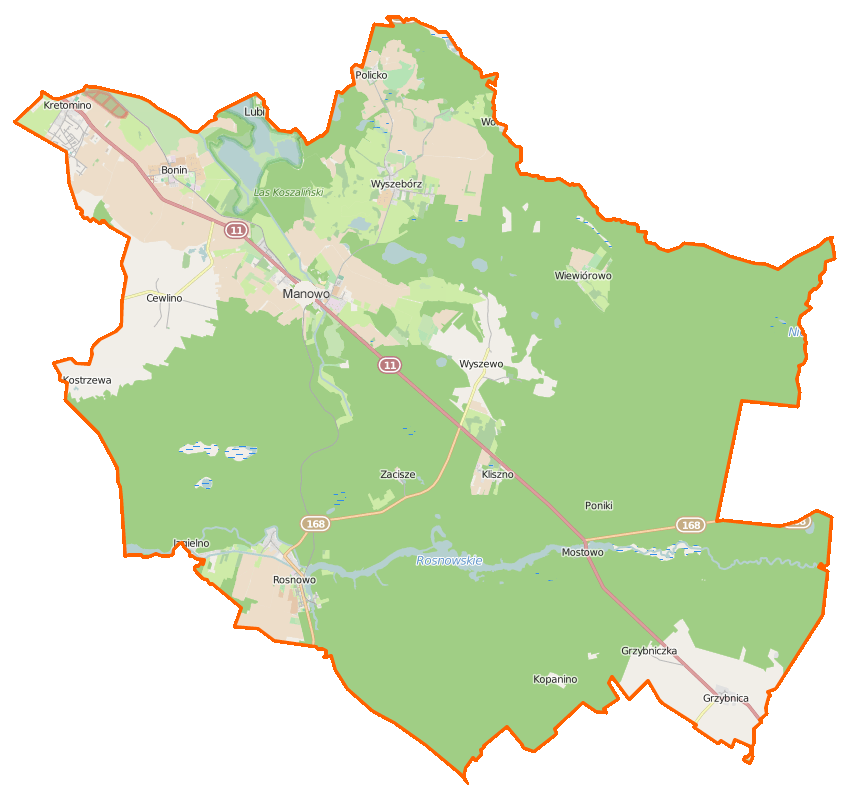
Carte de la gmina de Manowo.